# 李升炫
李升炫（1985年7月25日—），出生于韩国大邱广域市，足球运动员，现效力于K联赛球队全北现代汽车，曾代表韩国国家队出战。

## 俱乐部生涯
2006年，李升炫在釜山I'Park开始职业足球生涯。2007年，他曾经去土耳其球队贝西克塔斯试训。2011年，李升炫转会加盟全北现代汽车。

## 国家队生涯
2009年8月12日，李升炫在和巴拉圭的友谊赛中第一次代表国家队出场。